# Château d'Hérouville

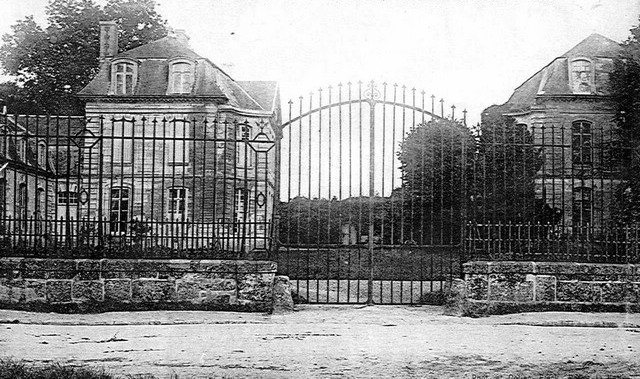
Château d'Hérouville

Lo Château d'Hérouville è un antico château che si trova nel villaggio di Hérouville, nel dipartimento francese della Val d'Oise, vicino a Parigi. Costruito nel XVI secolo come residenza nobiliare di un feudatario francese e in seguito radicalmente ristrutturato, fu acquistato nel 1962 dal compositore Michel Magne, che ne trasformò l'ala destra in un famoso studio di registrazione.

## Storia
Lo château fu fatto costruire verso la fine del XVI secolo dal feudatario borgognone Jean-François de Berbisy, figlio del signore di Hérouville Jean de Berbisy, che era stato esquire del re Enrico II di Francia. Nel 1740 vi fu una profonda ristrutturazione, con l'abbattimento della parte centrale dell'edificio, secondo il progetto dell'architetto Gaudot della scuola romana. L'ultimo dei de Berbisy morì nel 1765 e la tenuta passò in seguito alla famiglia de Brisay. Nel XIX secolo i de Brisay inaugurarono allo chateau una stazione intermedia per il servizio postale tra Versailles e Beauvais, nelle cui scuderie vi fu posto per oltre 100 cavalli. In quel periodo vi soggiornarono diversi ospiti illustri, come i re Luigi XVIII e Carlo X e la duchessa di Berry. L'ultimo dei de Brisay proprietario dello château finì in rovina e dopo la sua morte nel 1861 l'intera tenuta fu venduta. In seguito fu dipinta da Vincent van Gogh, che visse ed è sepolto nelle sue vicinanze.
Nel 1962, il compositore francese Michel Magne acquistò il Château d'Hérouville e nel 1969 inaugurò uno studio di registrazione nell'ala sinistra del castello, che prese il nome Studio d'enregistrement Michel Magne e divenne particolarmente famoso negli anni settanta. Il primo album a essere registrato fu Roads for Tomorrow di Rex Foster tra il 1969 e il 1970, pubblicato dalla Barclay/RCA nel 1971. Le spese per mantenere lo studio furono troppo alte per Magne, che nel 1974 lo diede in gestione e si trasferì nel sud della Francia. Il compositore si suicidò nel 1984 nei pressi dello château, che fu chiuso, andò in rovina e il suo giardino fu invaso dalla vegetazione. Negli anni 2010 fu acquistato da quattro appassionati di musica francesi che lo ristrutturarono e nel 2015 inaugurarono il nuovo studio di registrazione.

## Architettura
L'edificio principale dello château comprende due ali e vi sono altri fabbricati minori annessi nel complesso. Al suo interno vi sono 30 stanze e si trova in un parco di 1,7 ettari, dove sono presenti una piscina, un campo da tennis e un abbeveratoio ottagonale in pietra dichiarato monumento storico protetto.

## Album registrati
- Gong – Camembert Electrique (1971)
- José Mário Branco - Mudam-se Os Tempos, Mudam-se As Vontades (1971)
- José Afonso – Cantigas do Maio (1971)
- Sérgio Godinho - Os Sobreviventes (1971), Pré-Histórias (1972)
- Elton John – Honky Château (1972), Don't Shoot Me I'm Only the Piano Player (1973), Goodbye Yellow Brick Road (1973)
- Pink Floyd – Obscured by Clouds (1972)
- Joan Armatrading -  Whatever's for Us  (1972)
- T. Rex - The Slider (1972), Tanx (1973)
- Jethro Tull – Nightcap (1993), A Passion Play - An Extended Performance (registrato nel 1972, pubblicato nel 2014)
- Cat Stevens – Catch Bull at Four (1972)
- MC5 - Thunder Express (registrato nel 1972, pubblicato nel 1999)
- Uriah Heep – Sweet Freedom (1973)
- Chris Bell - I Am the Cosmos (registrato nel 1974-75, pubblicato nel 1992)
- Chris Bell - The Complete Chris Bell (recorded 1974-75, released 2017)
- David Bowie – Pin Ups (1973), Low (1977)
- Alain Kan - Et Gary Cooper s'éloigna dans le désert... (1974)
- Nektar - Recycled (1975)
- Rick Wakeman – No Earthly Connection (1976)
- Bad Company – Burnin' Sky (1977)
- Iggy Pop – The Idiot (1977)
- Bee Gees – How Deep Is Your Love e Stayin' Alive (1977)
- Jacques Higelin – Alertez les bébés ! (1976), No Man's Land (1977), Champagne pour tout le monde, Caviar pour les autres... (1979)
- Rainbow - Long Live Rock 'n' Roll (1978)
- Sweet – Level Headed (1978)
- New Trolls - Aldebaran (1978)
- Claudio Baglioni - E tu come stai? (1978)
- Sham 69 - The Adventures of the Hersham Boys (1979)
- Kazuhiko Katoh - Belle Excentrique (1981)
- Fleetwood Mac – Mirage (1982)
- Michael Schenker Group – Assault Attack (1982)